# Stylophoronychus vannus
Stylophoronychus vannus är en spindeldjursart som först beskrevs av Rimando 1968.  Stylophoronychus vannus ingår i släktet Stylophoronychus och familjen Tetranychidae. Inga underarter finns listade i Catalogue of Life.